# Куртат
Это статья о селе в Пригородном районе, об историческом районе проживания одноимённого осетинского общества см. Куртатинское ущелье
Куртат (осет. Куырттат, ингуш. Гадаборш-Юрт) — село в Пригородном районе Республики Северная Осетия — Алания. 
Административный центр муниципального образования «Куртатское сельское поселение».

## География
Селение расположено в восточной части Пригородного района, на правом берегу реки Камбилеевка, в 4 км к северу от районного центра — Октябрьское и в 9 км к северо-востоку от города Владикавказ.
На юге граничит с селами Камбилеевское и Ир, на западе с селением Дачное и на северо-западе с селением Донгарон. 

## История
В 1861 году переселенными донскими казаками на правом берегу реки Камбилеевка была основана станица Промежуточная. В 1880 году казаки были переселены на Сунженскую линию, а станица передана ингушам. 
Тогда же на месте станицы был основан маленький хутор Гадаборшево, из которого в 1890 году вырос село Гадаборш-Юрт (Гадаборшево). Прежнее название села Гадаборш-Юрт, означает «село Гадаборша», так как первопоселенцами этого селения были ингуши из фамилии Гадаборшевых.
В 1944 году, после депортации ингушей в Казахстан и упразднения Чечено-Ингушской АССР, осуществленной по приказу Сталина, постановлением № 621/1 от 22 мая 1944 года, село Гадаборшево было передано в состав Северо-Осетинской АССР и переименовано в Куртат.

## Население
| 1926 | 2002  | 2010  | 2021  |
| ---- | ----- | ----- | ----- |
| 482  | ↗2679 | ↗3183 | ↘2163 |

Национальный состав
По данным Всероссийской переписи населения 2010 года.
| Народ   | Численность, чел. | Доля от всего населения, % |
| ------- | ----------------- | -------------------------- |
| ингуши  | 2 442             | 76,7 %                     |
| осетины | 705               | 22,2 %                     |
| другие  | 36                | 1,1 %                      |
| всего   | 3 183             | 100 %                      |

## Достопримечательности
- Местная суннитская мечеть, построенная в 2007 году.
- Установлен памятник И. В. Сталину.